# Lovendegem
Lovendegem (Lovendeghem en français) est une ancienne commune néerlandophone de Belgique située en Région flamande, dans la province de Flandre-Orientale. C'était une commune à part entière avant sa fusion avec Zomergem et Waarschoot au 1er janvier 2019 devenant ainsi une section de la nouvelle commune de Lievegem. Lovendegem avait déjà connue une première fusion en 1977 avec la commune de Vinderhoute.

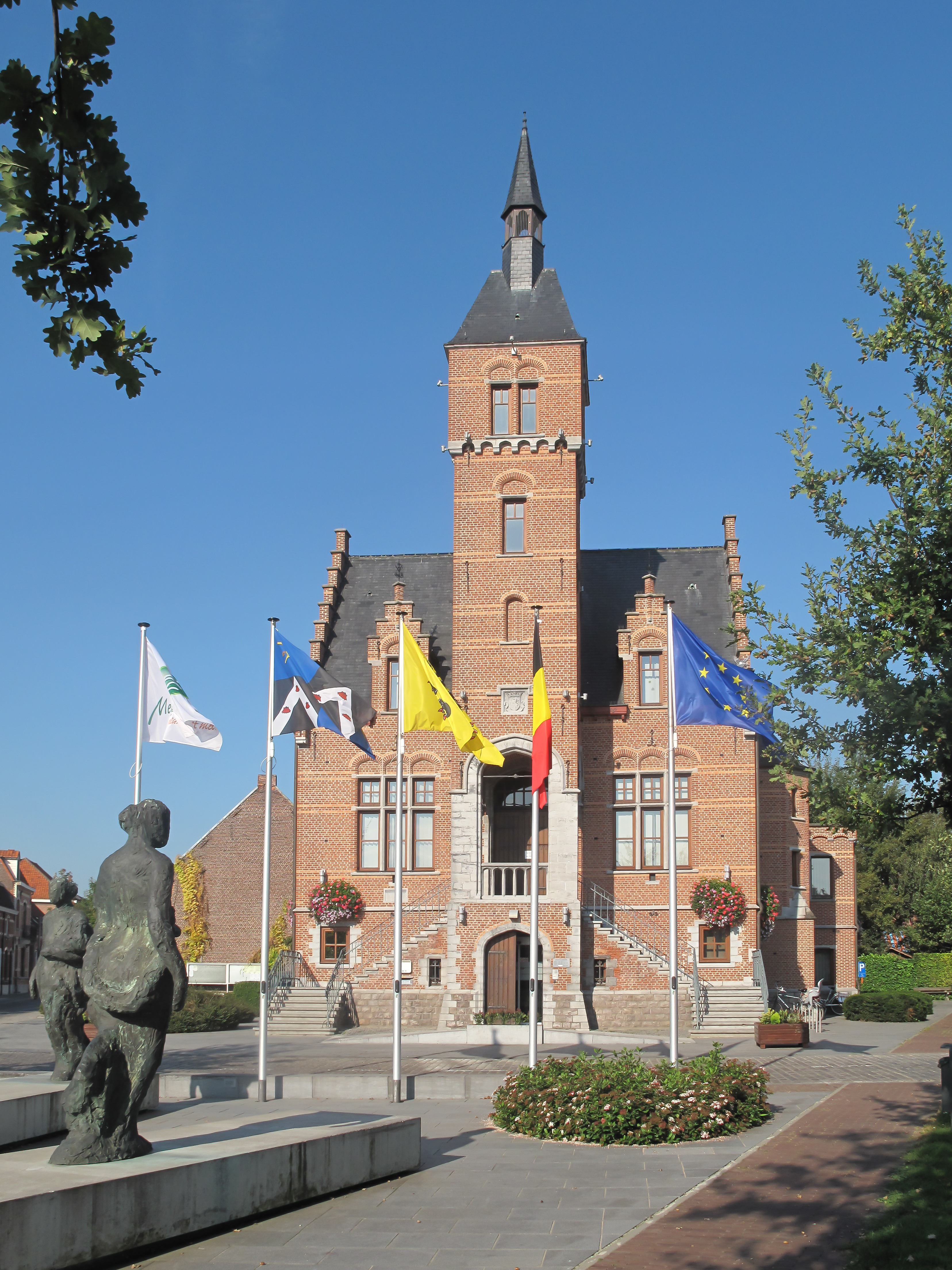
Lovendegem, hôtel de ville

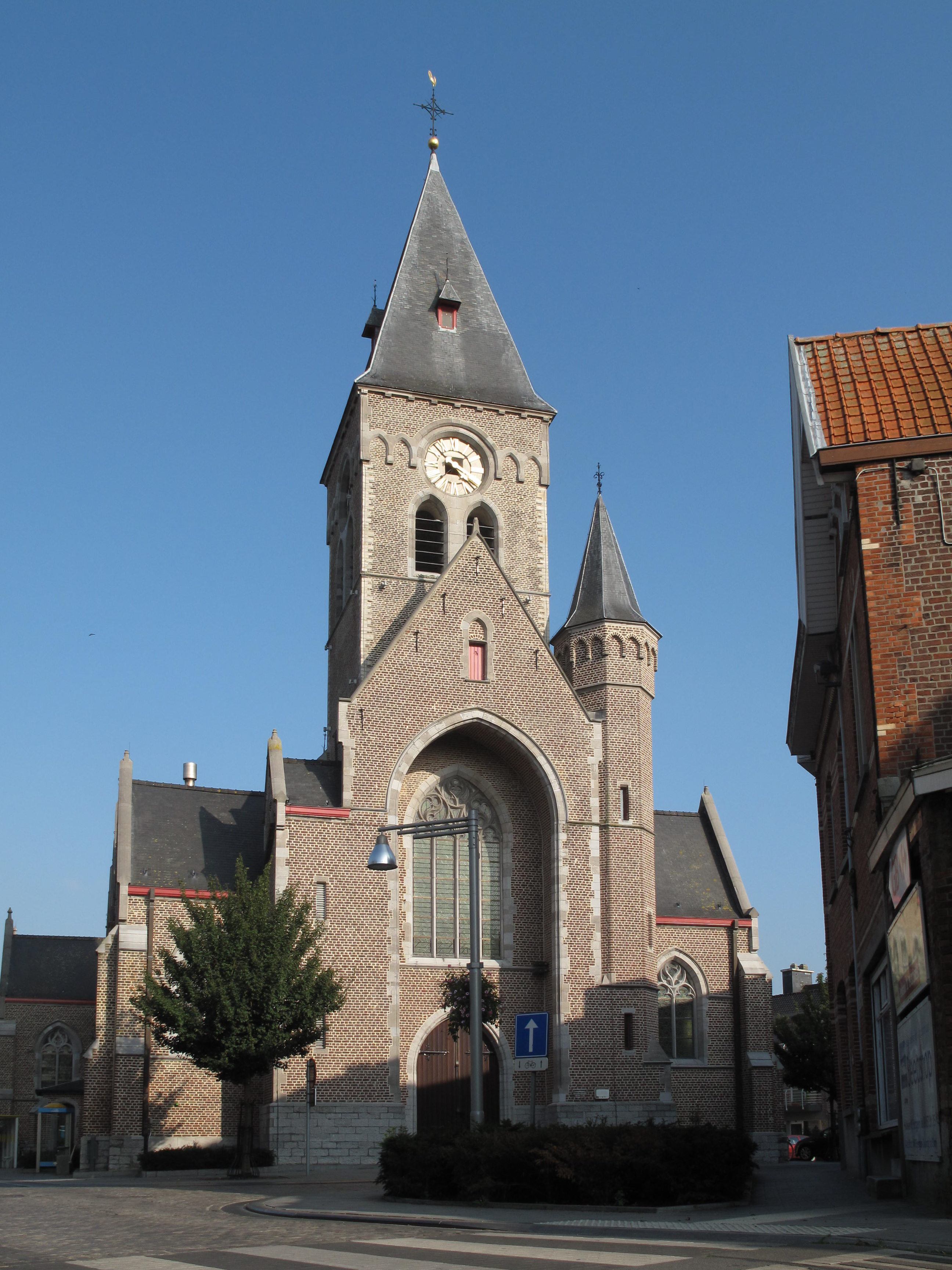
Lovendegem, église: de Sint Martinuskerk

## Sections de la commune fusionnée (1977-2018)
| # | Section     | Superf. (km²) | Habitants (2020) | Habitants par km² | Code INS |
| - | ----------- | ------------- | ---------------- | ----------------- | -------- |
| 1 | Lovendegem  | 15,87         | 8.430            | 531               | 44036A   |
| 2 | Vinderhoute | 3,67          | 1.202            | 327               | 44036B   |

## Démographie

### Évolution démographique: Avant la fusion de 1977
- Sources : INS, Rem. : 1831 jusqu'en 1970 = recensements, 1976 = nombre d'habitants au 31 décembre[2].

### Évolution démographique: Commune fusionnée de 1977 à 2018
En tenant compte des anciennes communes entraînées dans la fusion de communes de 1977, on peut dresser l'évolution suivante:
Les chiffres des années 1831 à 1970 tiennent compte des chiffres des anciennes communes fusionnées.
- Source: DGS , de 1831 à 1981=recensements population; à partir de 1990 = nombre d'habitants chaque 1 janvier

## Personnalités
- Le peintre Louis Tytgadt (1841-1918) est né à Lovendegem[3],[4].
- Le coureur cycliste Roger Batslé (1930-2009) y est né.